# Reichsgerichtsgebäude
Il Reichsgerichtsgebäude (edificio della corte imperiale) fu progettato e costruito come sede della corte imperiale, e dal 2002 è sede del Bundesverwaltungsgericht, il tribunale amministrativo federale. Si trova nelle immediate vicinanze del Municipio Nuovo, nel quartiere musicale di Lipsia.

## Architettura
La costruzione dell'edificio fu preceduta da un concorso di pubblico architettura, i cui requisiti furono pubblicati sulla Centralblatt der Bauverwaltung nel marzo 1885. L'edificio della corte imperiale fu costruito in sette anni, tra il 1888 e il 1895, da Ludwig Hoffmann (1852–1932) e Peter Dybwad (1859–1921). Si erano aggiudicati l'appalto, ma poi lo avevano costruito in una forma leggermente modificata. L'edificio si lega al tardo Rinascimento italiano (e quindi all'antichità romana) e agli edifici del barocco francese. La classificazione tradizionale dell'edificio nel tardo storicismo si è rivelata problematica nel contesto di un'analisi storico-artistica dello stesso. L'edificio è simile a quello del Reichstag. Gli edifici furono eretti nello stesso periodo e sono dedicati alle architetture storiche di castelli e musei.
Un'alta cupola è in trono sull'imponente edificio ed è decorata con la scultura La verità. Il portale principale si affaccia ad est verso la piazza intitolata al primo presidente della corte imperiale Eduard von Simson (1810-1899). Il lato nord è decorato con sculture di figure autorevoli nella storia giuridica tedesca: Eike von Repgow (Sachsenspiegel), Johann von Schwarzenberg (Constitutio Criminalis Bambergensis), Johann Jacob Moser, Carl Gottlieb Svarez (Allgemeines Landrecht), Anselm von Feuerbach e Friedrich Carl von Savigny.
L'interno dell'edificio è progettato sia funzionalmente che in modo creativo per essere utilizzato come corte imperiale. Le sculture e gli elaborati murales affrontano i temi dell'indagine, del giudizio, dell'esecuzione e della grazia. La Große Sitzungssaal ha un disegno particolarmente attraente, con simboli e stemmi di tutti gli ex stati sulle pareti. Le vetrate colorate mostrano gli stemmi di tutte le città che erano sede di un tribunale regionale superiore. Alexander Linnemann, di Francoforte sul Meno, ha creato tutte le vetrate, figurative e ornamentali, dell'edificio.

## Galleria d'immagini

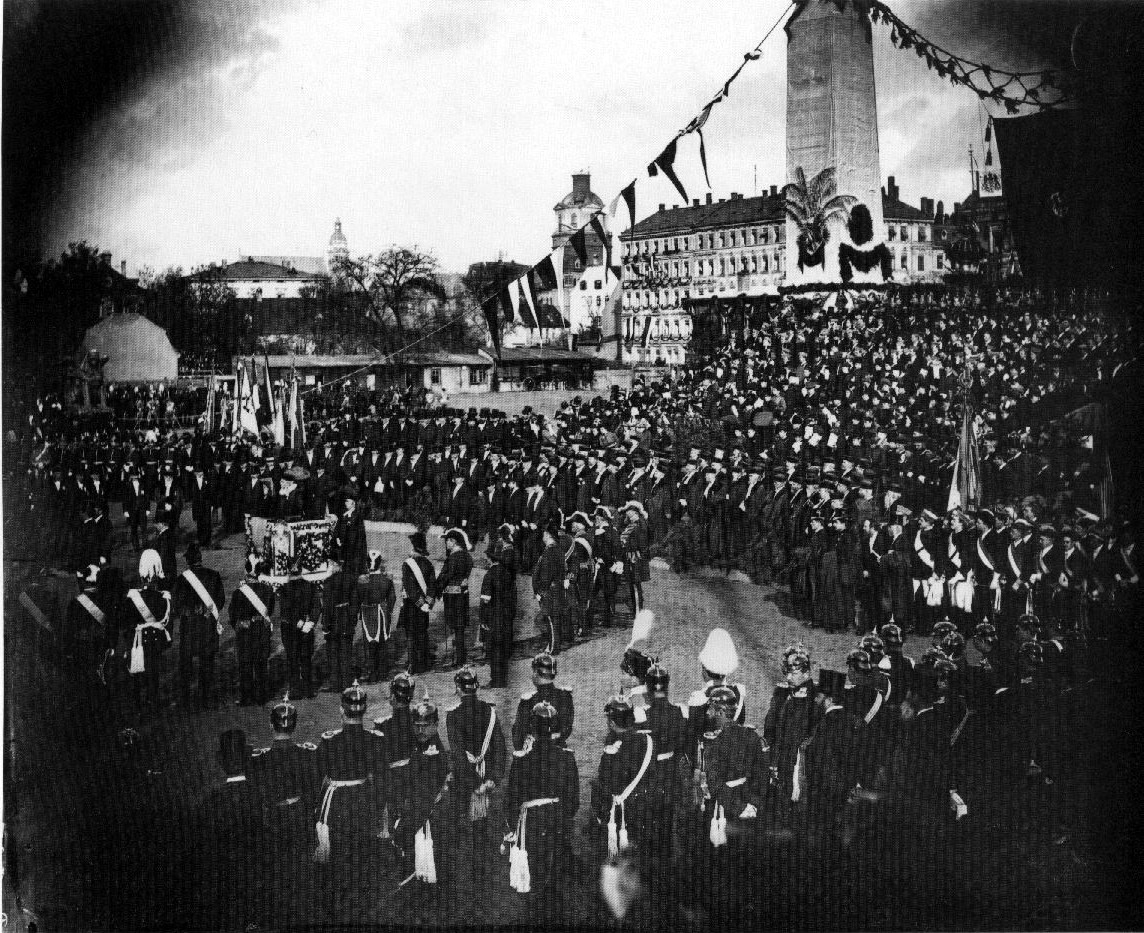
Posa della prima pietra nel 1888
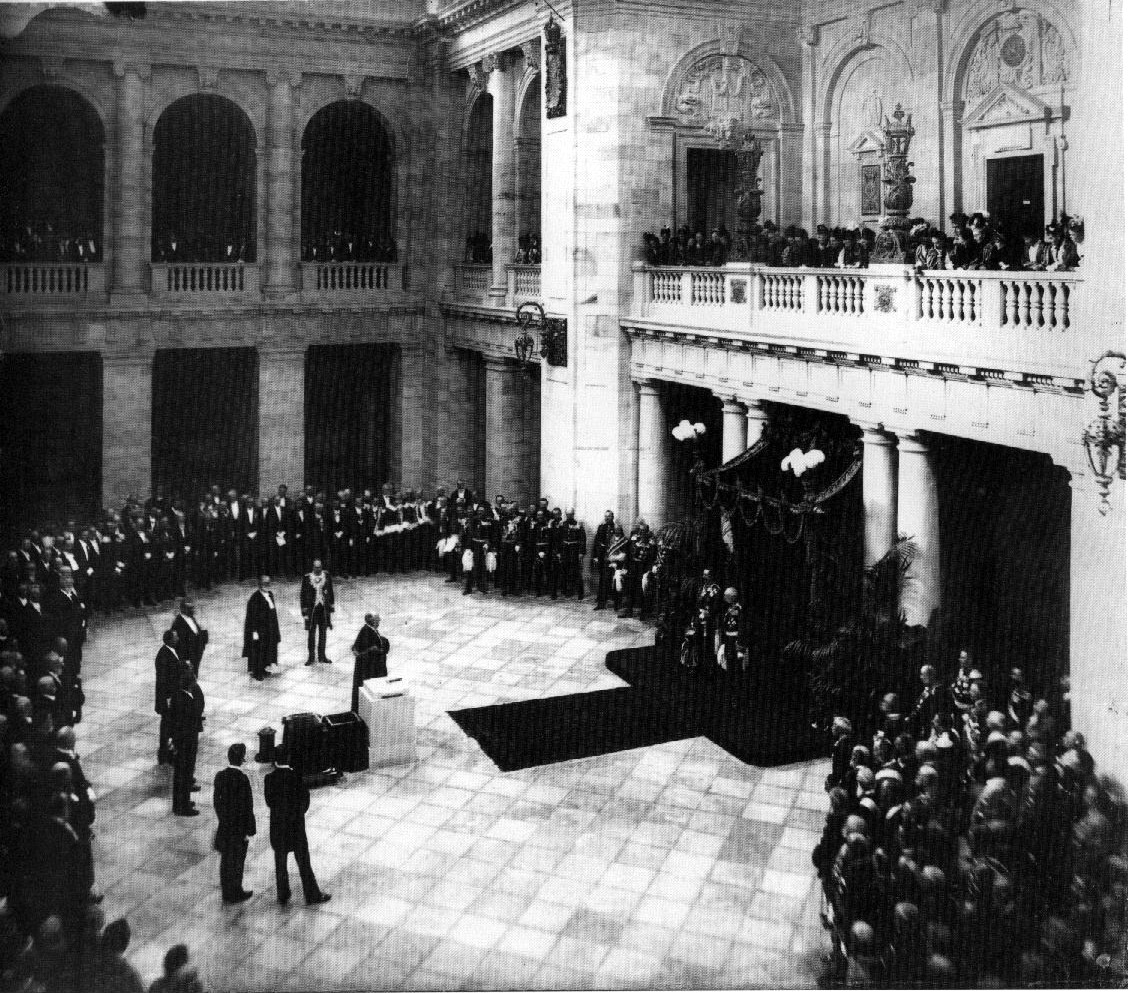
Inaugurazione del Palazzo della Corte imperiale nel 1895
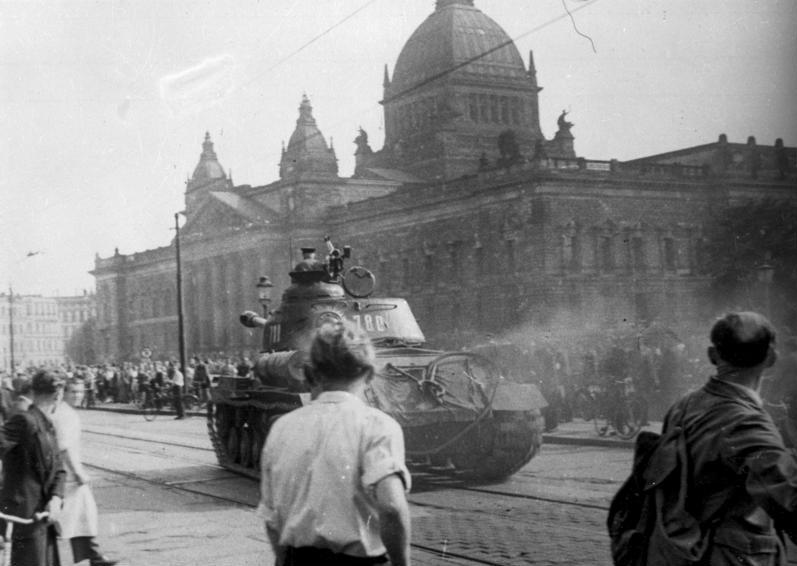
Carro armato sovietico di fronte all'edificio, il 17 giugno 1953
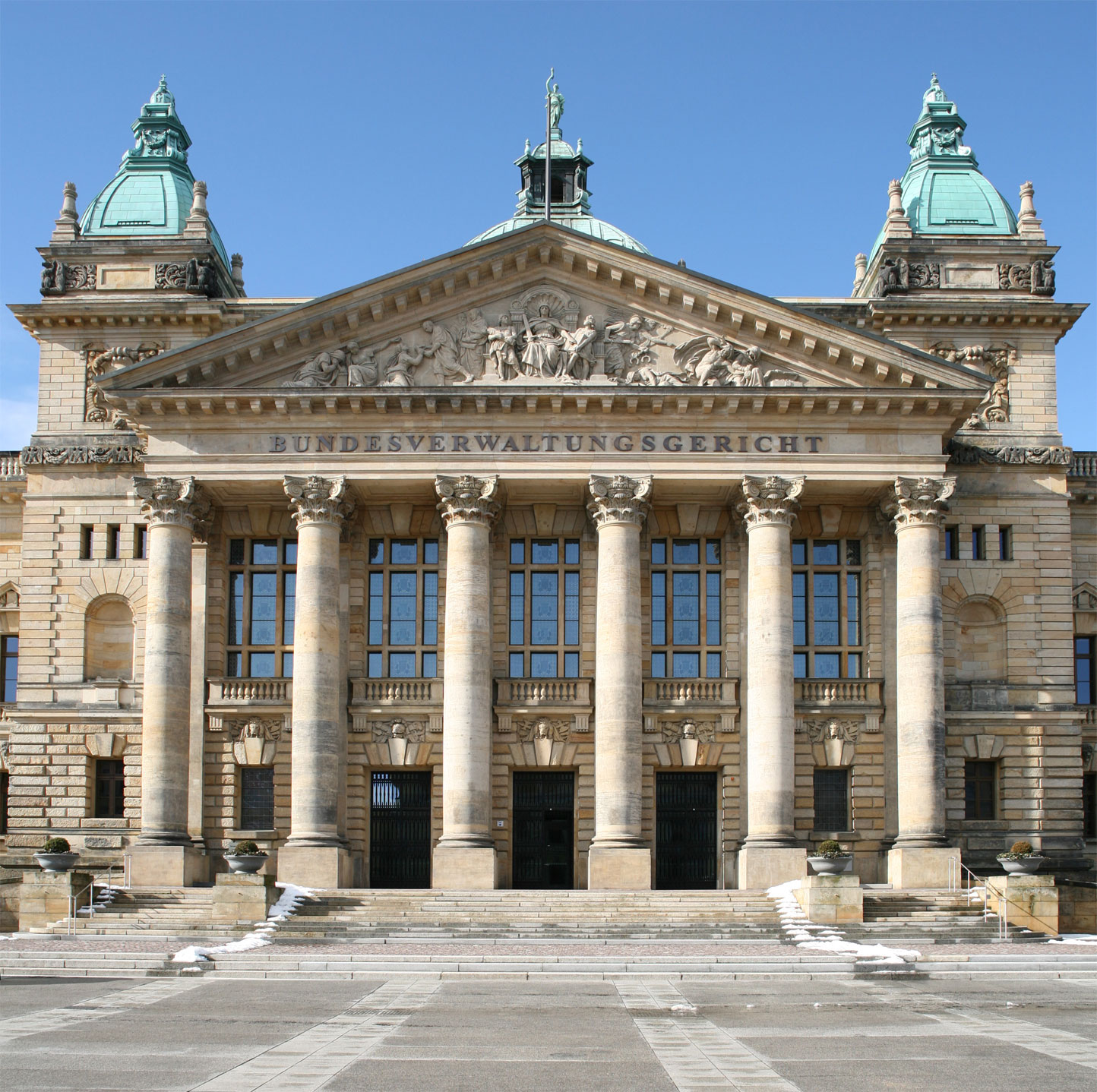
Portale con timpano (2006)
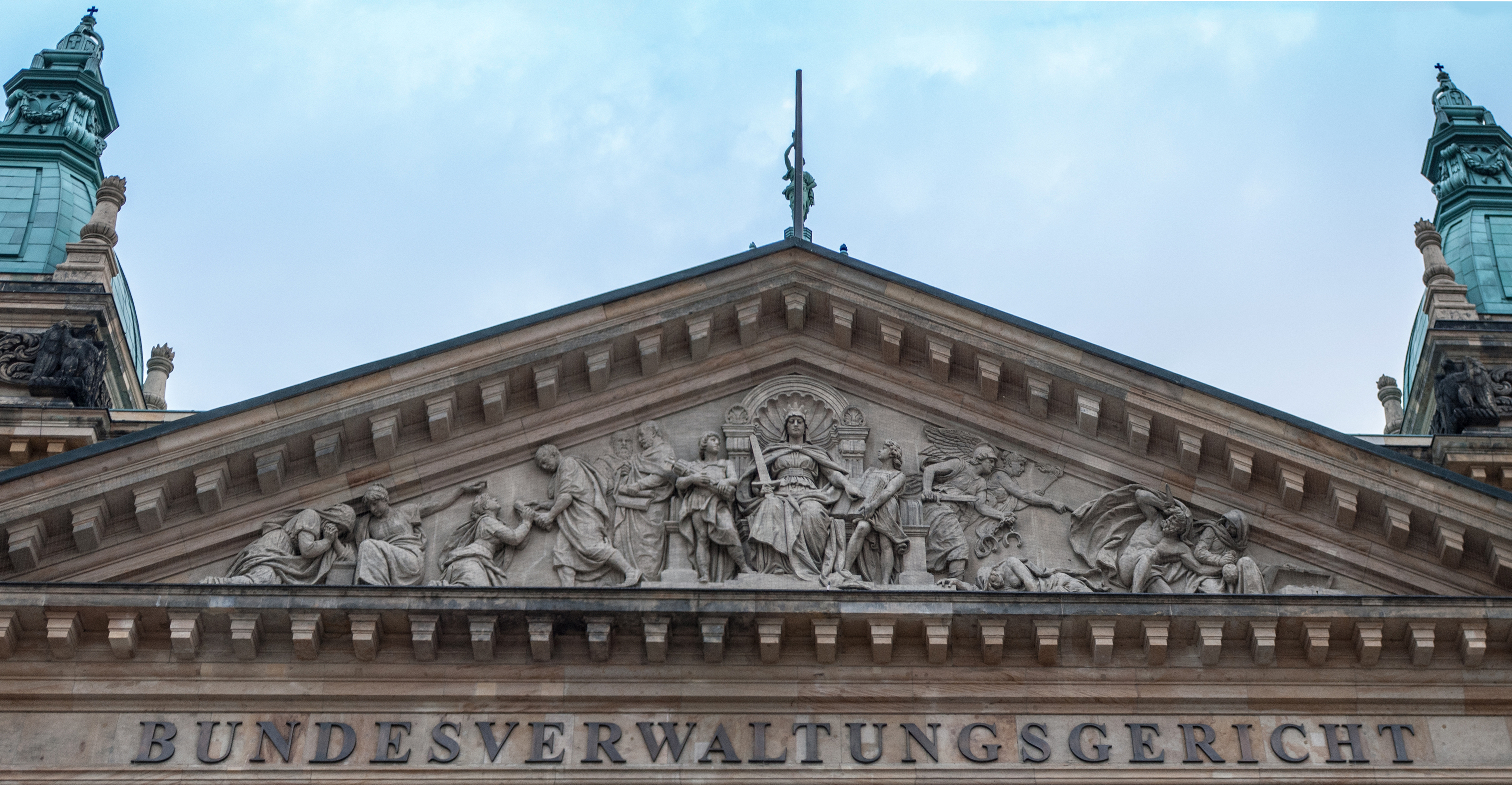
Timpano del frontone dell'attuale Tribunale amministrativo federale
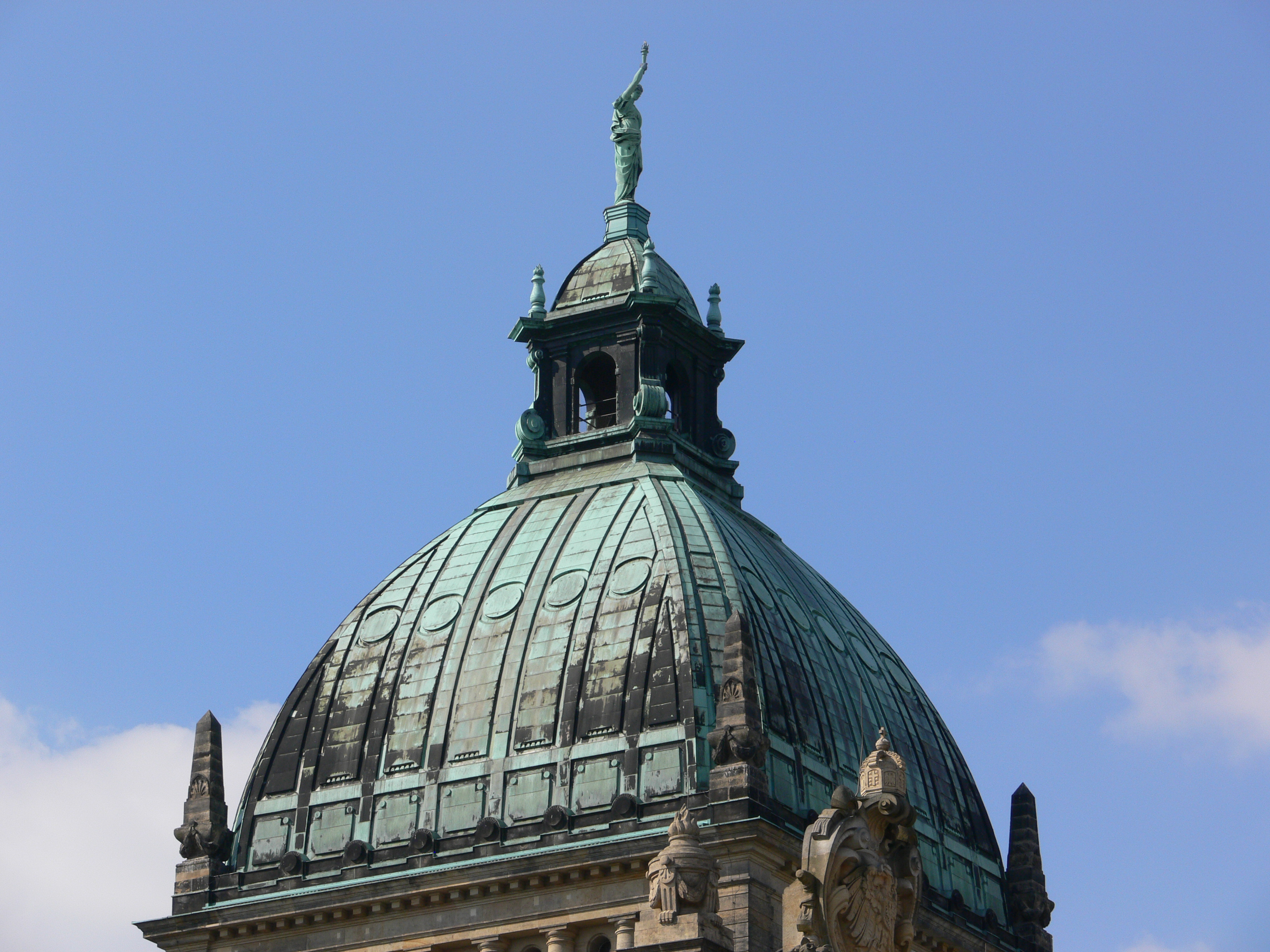
Cupola con la scultura La verità
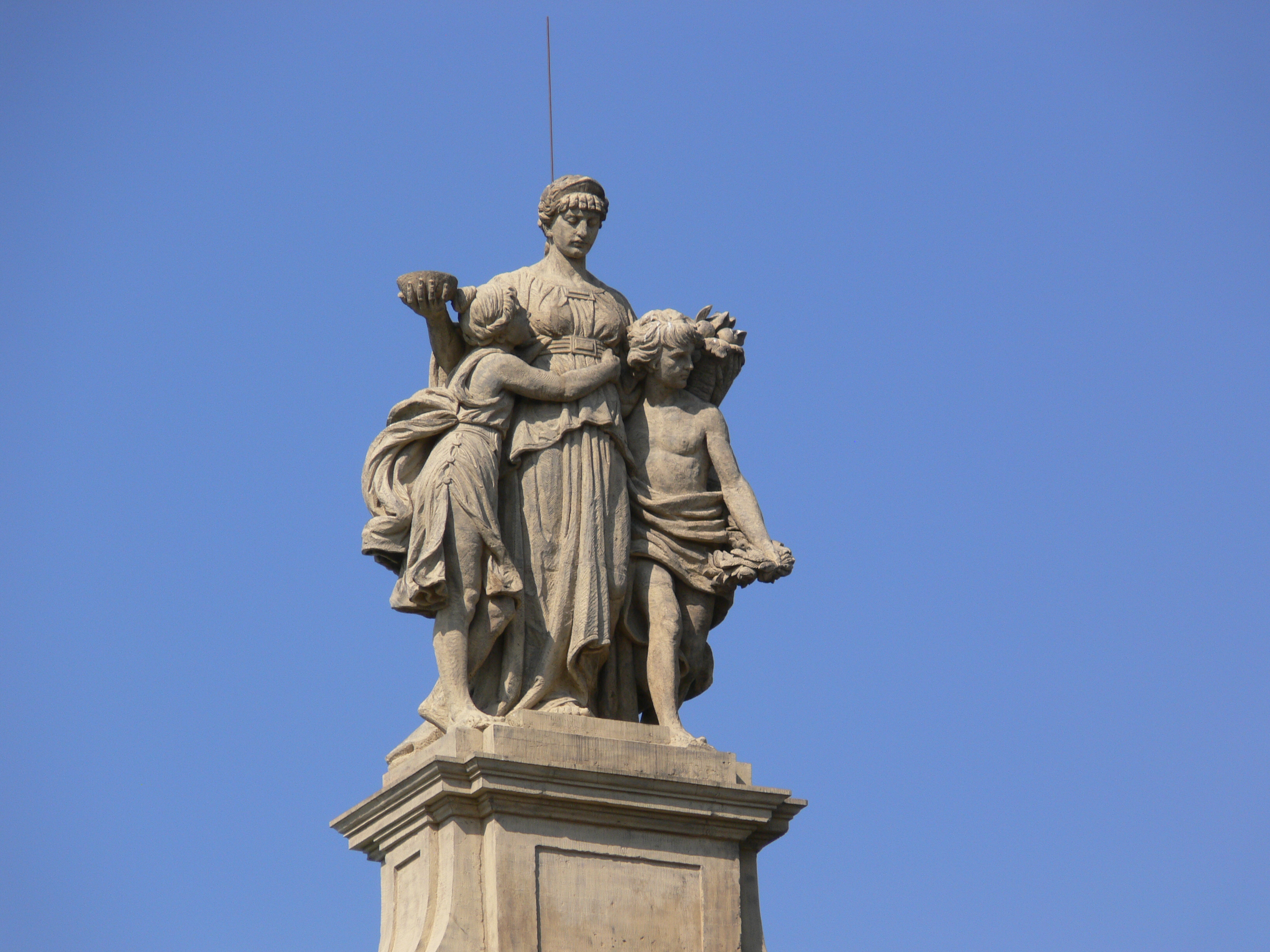
Scultura sull'ala sud: Allegoria dell'ospitalità
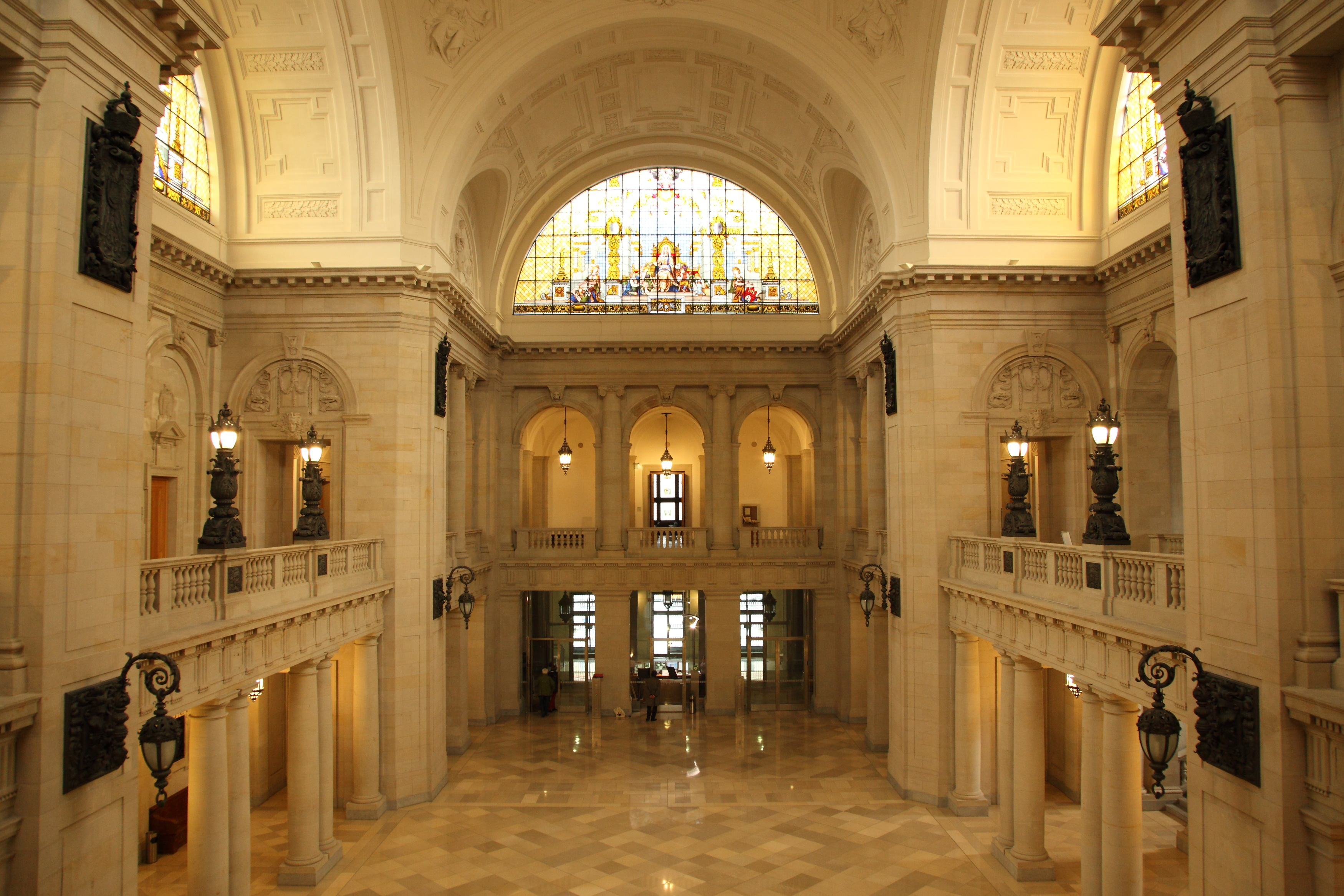
Foyer/sala d'attesa
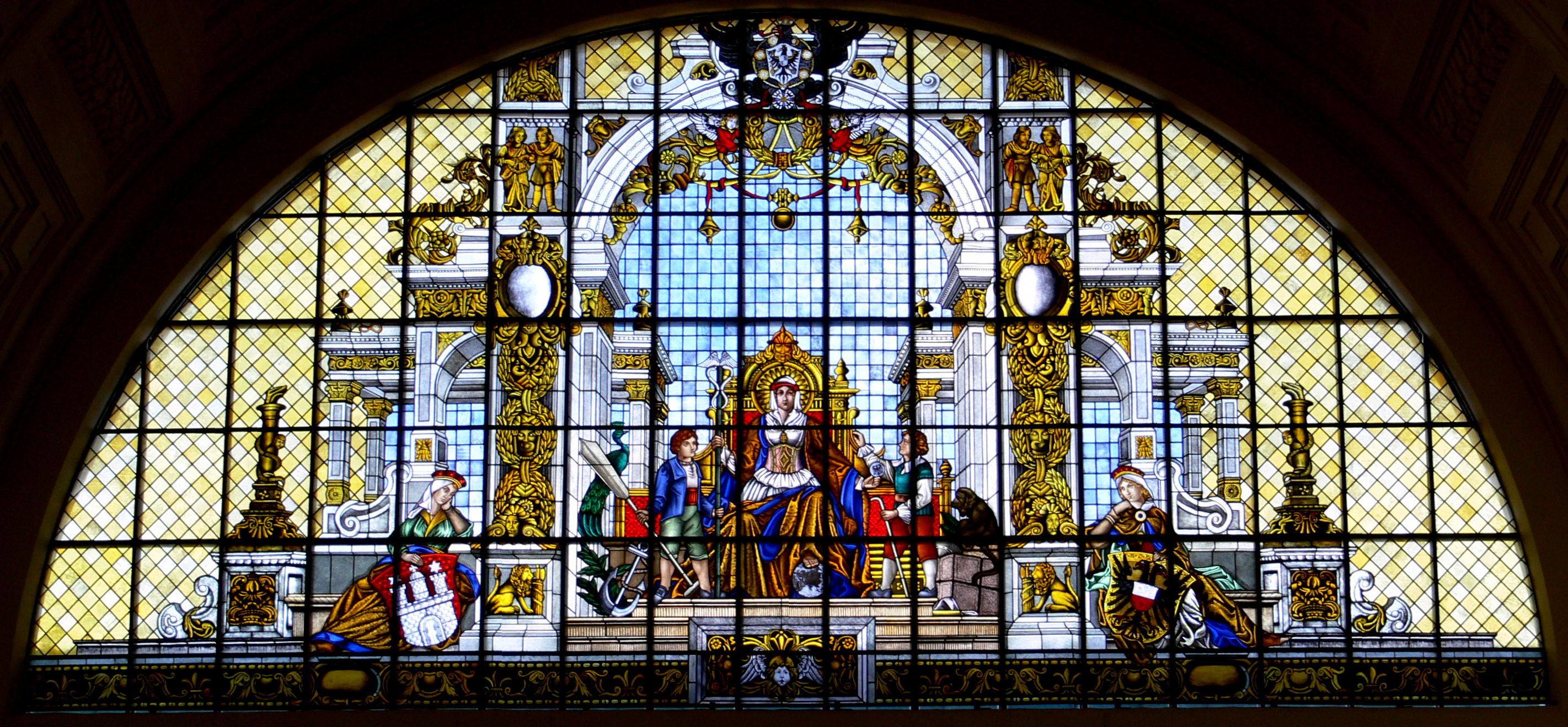
Vetrata al piombo nel foyer (di Alexander Linnemann)

## Utilizzo
Nel corso della sua storia l'edificio è stato utilizzato essenzialmente per ospitare uffici giudiziari, ma per brevi periodi è stato sede di musei, altri uffici statali e anche di uno studio di doppiaggio per la DEFA.

## Accessibilità pubblica

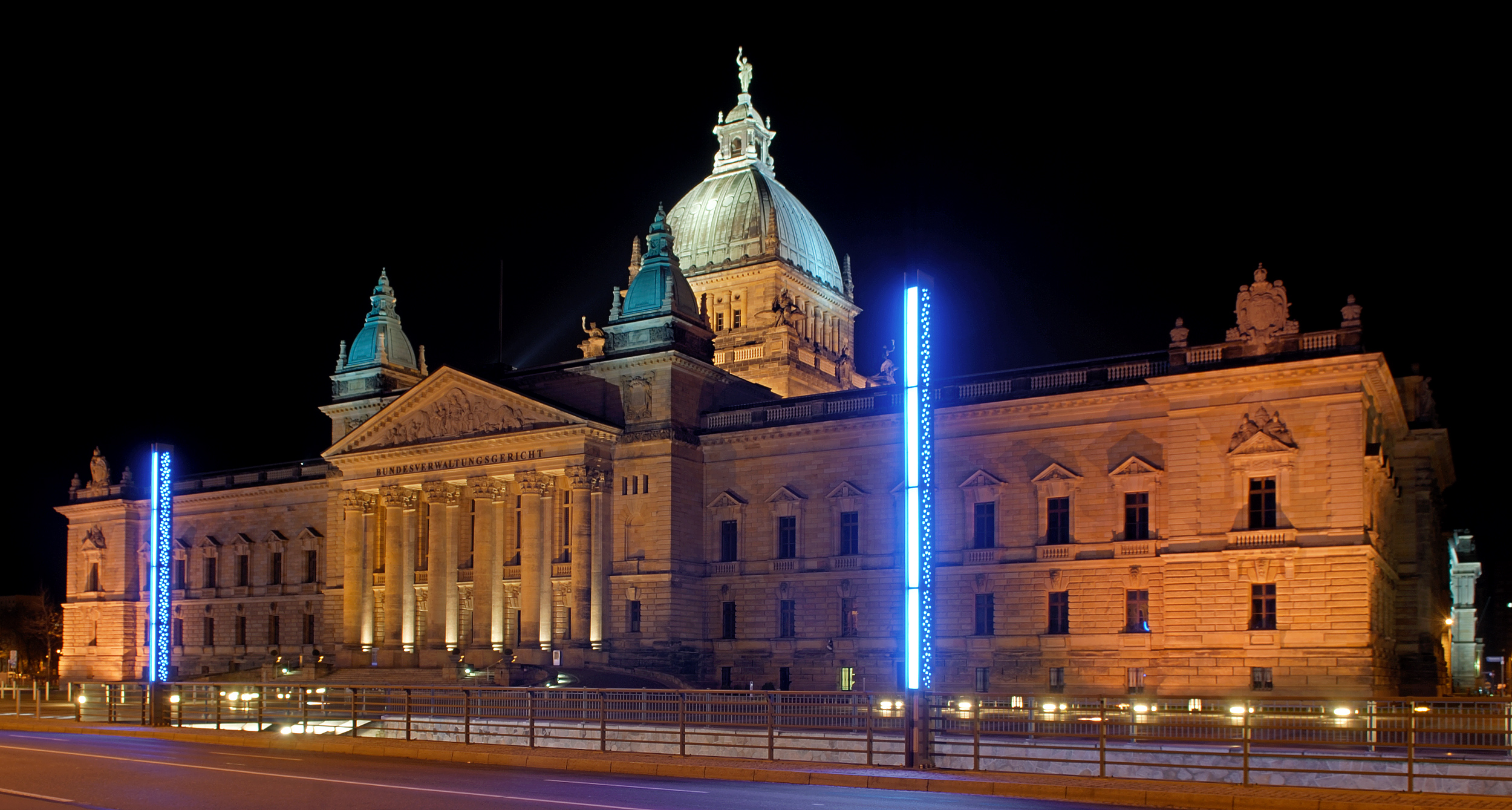
Illuminazione notturna

L'atrio, compresi i corridoi e la magnifica sala conferenze, sono aperti a tutti i visitatori. Chi fosse particolarmente interessato può effettuare visite guidate attraverso altre parti del tribunale previa registrazione. Dal 31 maggio 2007 c'è una sala museo con la mostra Das Reichsgerichtsgebäude und seine Nutzer.